# Vindelns flygplats
Vindelns flygplats är en flygplats ca 10 km nordväst om Vindeln. Fältet är privatägt.
Fältet tjänstgjorde som flygfält/-bas, fält 18 Hällnäs/Lund, under andra världskriget fram till slutet av 1960-talet. Spår av skyddsvallar och bunkrar är tydliga runt fältet. Det har tidigare använts som bas för Umeå fallskärmsklubb.